# Morombe Airport
Morombe Airport (franska: Aéroport de Morombe) är en flygplats i Madagaskar.   Den ligger i regionen Atsimo-Andrefanaregionen, i den sydvästra delen av landet, 500 km sydväst om huvudstaden Antananarivo. Morombe Airport ligger 7 meter över havet.
Terrängen runt Morombe Airport är platt. Havet är nära Morombe Airport åt nordväst. Runt Morombe Airport är det glesbefolkat, med 8 invånare per kvadratkilometer. Omgivningarna runt Morombe Airport är huvudsakligen savann.